# Carlo IV. Borromeo

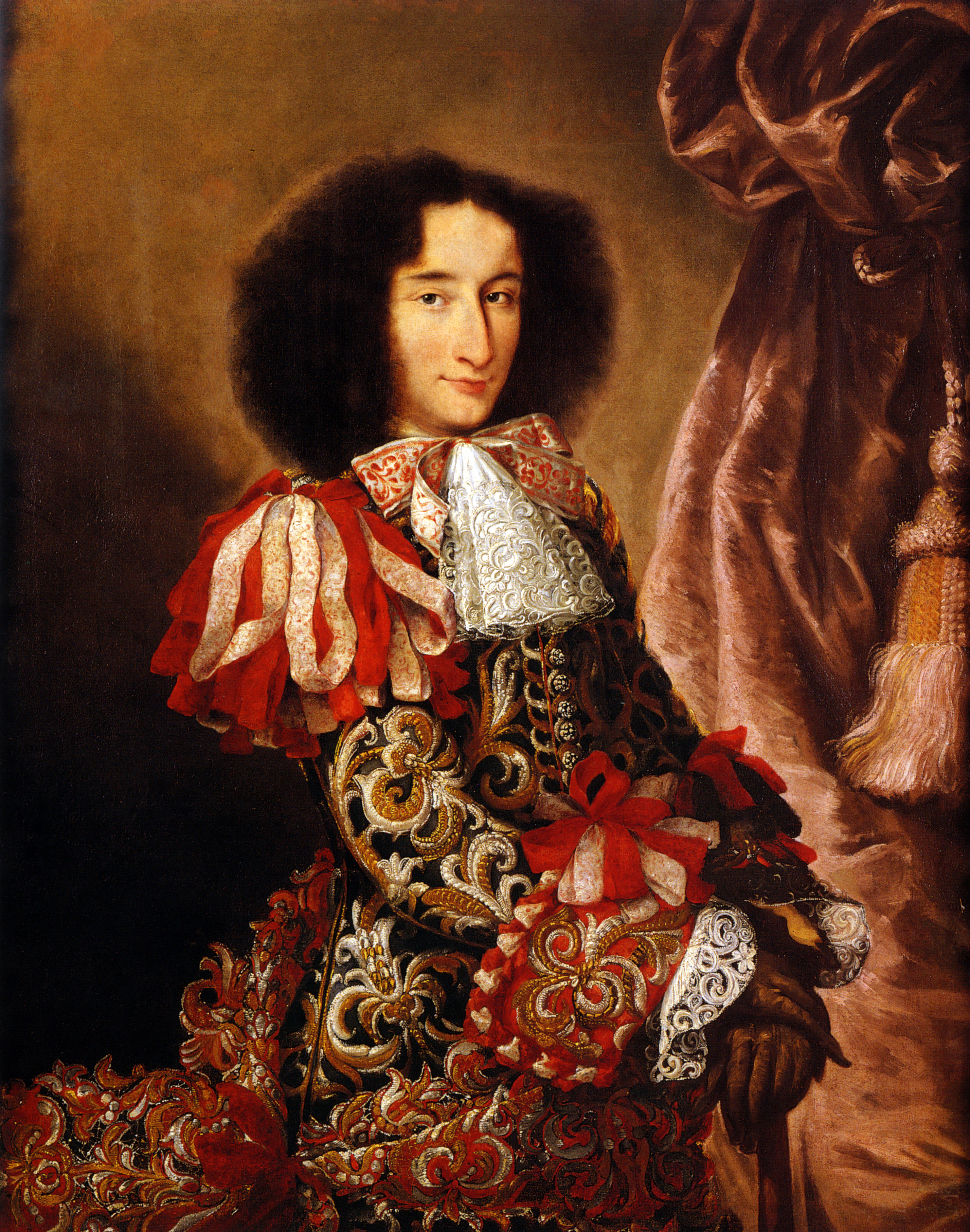
Carlo IV. Borromeo Arese

Carlo IV. Borromeo Arese, 15. Graf von Arona, 5. Markgraf von Angera (* 28. April 1657 in Mailand; † 3. Juli 1734) war ein italienischer Adliger in Diensten der Habsburger und des Heiligen Römischen Reiches. Er war unter anderem Vizekönig von Neapel und erster Plenipotentiar von Reichsitalien.

## Familie
Er stammte aus der norditalienischen Adelsfamilie Borromeo. Der Onkel Vitaliano Borromeo war zwischen 1658 und 1690 mehrfach kaiserlicher Kommissar in Reichsitalien. Der Vater war Renato II. Borromeo. Die Mutter war Giulia Arese. Er heiratete 1677 in erster Ehe Giovanna Odescalchi aus der Familie der Herzöge von Bracciano, eine Nichte von Innozenz XI. In zweiter Ehe war er seit 1689 mit Camilla Barberini verheiratet, Tochter des zweiten Fürsten von Palestrina. Aus den Ehen gingen neun Kinder hervor.

## Leben
Neben der Grafschaft Arona und der Markgrafschaft Angera war er Inhaber weiterer Titel und Besitzungen. Er zählte zu den reichsten und mächtigsten Adeligen der Lombardei. Im Jahr 1678 nahm er zusätzlich den Namen Arese nach einem von der Mutter teilweise geerbten Besitz an.
Er war zu Beginn seiner Karriere Kürrassierhauptmann und im Jahr 1686 spanischer Botschafter in Rom bei Innozenz XI. Später war er unter anderem Gouverneur von Novara und Mestre de camp der lombardischen Infanterie. Er wurde in den Orden vom Goldenen Vlies aufgenommen und zum spanischen Granden erhoben. Daneben war er aber auch verschiedentlich kaiserlicher Kommissar. So beschäftigte er sich mit dem Konflikt des Fürsten von Castiglione mit dessen Untertanen. Er war Mitglied im Mailänder Geheimen Rat. Auch nach der zeitweisen Besetzung des Herzogtums Mailand während des Spanischen Erbfolgekrieges blieb er kaiserlicher Parteigänger. Im Jahr 1706 wurde er zum Reichsvikar ernannt. Im Jahr 1710 wurde er kurze Zeit Vizekönig von Neapel, verlor den Posten aber auf Grund von Intrigen am Wiener Hof. Stattdessen war er für das erneuerte Amt des Plenipotentiars vorgesehen. Zwischen 1714 und 1715 hielt er sich in Wien auf. Er nutzte die Zeit, um Kontakte zu wichtigen Funktionsträgern wie dem Reichsvizekanzler Friedrich Karl von Schönborn oder dem Reichshofratspräsidenten Ernst Friedrich zu Windisch-Graetz anzuknüpfen. Seine Aufgaben und Rechte als Plenipotentiar gibt ein Gutachten vom März 1715 wieder. Seine Tätigkeit wurde erschwert durch die Konflikte mit den ihm zugeordneten Fiskalen. Nach 1720 zog er sich weitgehend vom öffentlichen Leben zurück.
Von seinem Onkel Vitaliano VI. Borromeo erbte er die Isola Bella im Lago Maggiore mit dem Palazzo Borromeo auf der Insel.